# 조반니 자코모 델 몬페라토
조반니 자코모 팔레올로고(이탈리아어: Giovanni Giacomo Paleologo, 1395년 3월 23일 - 1445년 3월 12일)는 1418년부터 1445년까지 몬페라토 변경백국을 통치한 변경백이다.
그는 1404년부터 변경백으로 부임한 테오도로 2세 델 몬페라토의 아들로 피에몬테 주 트리노에서 태어났다. 1412년 그는 아메데오 8세의 동생이자 조반니에게 많은 자식들을 안겨다준 사보이아의 조반나와 혼인하였다.
1418년에 그의 아버지가 사망한 후, 조반니 자코모는 지기스문트 황제에 의해 변경백으로 임명되었다. 그는 아펜니노 지역에서의 여러 군사 업적을 통해 유명해졌다. 또한 그는 그의 자매인 소피아가 비잔티움 황제 요안니스 8세 팔레올로고스와 혼인하게 되면서, 위신이 올랐다.
하지만 조반니 자코모의 팽창은 사보이아 공작과 밀라노의 필리포 마리아 비스콘티의 반응을 불러일으켰다. 1431년 그들은 몬페라토의 영지 무효화를 목표로 동맹을 맺었다. 그리하여 조반니 자코모는 지원을 얻기위해 프랑스로 떠났다. 1432년 그는 패배하게 되었고, 사보이아에 일부 영토를 넘겨주게 되었지만, 몬페라토 영지를 유지하는 평화 조약을 맺었지만, 사보이아의 속국 지위를 갖게 되었다.
하지만 아메데오 8세가 그에게 전쟁 비용을 청구할때, 조반니 자코모는 반란을 일으켰다. 그러나 키바소 공성전 이후, 그는 반란을 그만둘 수 밖에 없었다. 그의 영지와 위신은 산산히 박살났고, 그는 다시 사보이아의 속국임을 선언해야만 했다.
조반니 자코모는 1445년 몬페라토 성에서 사망했고, 그의 자리는 아들 조반니 4세가 이어받았다.

## 혼인과 자녀
조반니 자코모는 사보이아 백작 아메데오 8세의 딸 사보이아의 조반나 (1395년-1460년)과 1411년 4월 26일에 혼인하였다 :
- 조반니 4세 (1413년 – 1464년) : 몬페라토의 변경백 (1445년–1464년).
- 아메데아 (1418년 – 1440년) : 키프로스 왕 장 2세 드 포이티에-뤼지냥과 혼인한다.
- 이사벨라(Isabella, 1419년 – 1475년) : 살루초 변경백 루도비코 1세 델 바스토와 혼인한다.
- 굴리엘모 8세 (1422년 – 1483년) : 몬페라토의 변경백 (1464년–1483년).
- 보니파초 3세 (1424년 – 1494년) : 몬페라토의 변경백 (1483년–1494).
- 테오도로 (1425년 – 1481년) : 추기경

## 같이 보기
- 롬바르디아 전쟁

| 전임 테오도로 2세 | 몬페라토 변경백 1418년 ~ 1445년 | 후임 조반니 4세 |